# La traición (1984)
La traición é uma telenovela mexicana produzida por Ernesto Alonso para a Televisa e exibida pelo Canal de las Estrellas entre 29 de outubro de 1984 e 12 de abril de 1985.
Foi protagonizada por Helena Rojo e Jorge Vargas e antagonizada por Sergio Jiménez. 

## Sinopse
Em uma região de Campeche, um cacique do povo mantém longe, em uma aldeia de pescadores, a Arcadio Carvajal, um ancião general revolucionário, ao que engana fazendo-lhe crer que os ideais pelos que lutou se levam a cabo no povo; mas sucede tudo ao contrario: O lugar é um ninho de corrupção. O governante outorgou postos a sua família na localidade. Depois de 4 anos de exílio na França, Antonia Guerra volta a Campeche, onde ela encontrará o amor, mas também sofrimento e dor, em Rafael Del Valle, que está casado com Alicia por conveniência dela. Os dois sofreram por culpa do irmão de Alicia, un homem cruel, sem piedade, ambicioso e sem escrúpulos.

## Elenco
- Helena Rojo .... Antonia Guerra
- Jorge Vargas .... Rafael del Valle
- Sergio Jiménez .... Arturo Serrano
- Gonzalo Vega .... Franco Visconti
- Susana Alexander .... Estela Serrano de Del Valle
- Emilio Fernández .... Gral. Arcadio Carvajal
- Manuel Ojeda .... Pech Gutiérrez
- Gina Romand .... Margarita
- José Carlos Ruiz .... Cholo
- Gabriela Ruffo .... Alicia
- Rebecca Jones .... Georgina Guerra
- Alejandro Camacho .... Absalón
- Julieta Rosen ..... Julia
- Patricia Reyes Spíndola .... Lázara
- Guillermo Aguilar .... Gastón
- Nelson Millán .... Eduardo del Valle
- Yolanda Ciani .... Roberta
- Raúl Araiza. .... Cristóbal Guerra
- Roxana Chávez .... Dalia
- Ofelia Cano .... Gilda
- Fernando Ciangherotti .... Mauricio
- Jerardo .... Germán
- María Prado .... María
- Jorge Ordaz .... Laplace
- Ricardo Rivero .... Periodista

## Prêmios e indicações

### TVyNovelas
| Categoria                 | Indicado(a)         | Resultado |
| ------------------------- | ------------------- | --------- |
| Melhor telenovela         | Ernesto Alonso      | Venceu    |
| Melhor atriz protagonista | Helena Rojo         | Indicado  |
| Melhor atriz protagonista | Susana Alexander    | Venceu    |
| Melhor ator protagonista  | Jorge Vargas (ator) | Indicado  |
| Melhor ator protagonista  | Sergio Jiménez      | Venceu    |
| Melhor ator antagonista   | Sergio Jiménez      | Venceu    |
| Revelação feminina        | Gabriela Ruffo      | Indicado  |
| Melhor direção de cena    | Raúl Araiza         | Venceu    |